# ジャンニ・モルビデリ
ジャンニ・モルビデリ（Gianni Morbidelli, 1968年1月13日 - ）は、イタリア・ペーザロ出身のレーシングドライバーである。姓は「モルビデッリ」と表記されることもある。イタリアのオートバイメーカーであるモルビデリ社の御曹司である。身長168cm。

## 経歴

### キャリア初期
12歳でカートレースを始める。1987年にF3にステップアップ、1989年のイタリアF3選手権で6勝をあげチャンピオンとなり、スクーデリア・フェラーリのF1マシンをテストドライブする機会を与えられる。フェラーリでは翌1990年から1992年までの3年間、チーム常任テストドライバーを務めることとなった。

### 1990年
前年のタイトル獲得によりF3を卒業し、1990年はフェラーリのテストドライバーを務めながらフォルティ・コルセの一員として国際F3000選手権にステップアップしフルエントリーすることになっていた。しかしF3000開幕を控えていた3月、急性肝炎となったエマニュエル・ピロの代役を探していたF1のスクーデリア・イタリアがフェラーリにモルビデリの一時レンタルを打診し、F3000と日程のバッティングも無かったことからフェラーリが快諾したことで開幕戦アメリカGPに参戦する。初のF1実戦での初マシン・初コースと初物尽くしの中、フェニックス市街地コースをマスターできず予選落ちを喫するが、続く第2戦ブラジルGPでは予選を16位で通過し、決勝14位を記録しF1デビューを果たした。
その後ピロの体調が回復し復帰したことでF1代役参戦は終了。4月に国際F3000選手権が開幕すると、第6戦エンナ・ペルグーサでF3000初優勝を挙げ、第11戦ノガロでポールポジションを記録するなどランキング5位を獲得する。F3000最終戦が終了すると、F1のミナルディが予選不通過の続いたパオロ・バリッラに替えてF3000で結果を出したモルビデリの獲得を希望。10月の第15戦日本GP（鈴鹿）から終盤2戦に再びF1スポット参戦が決まった。決勝レースは2戦ともリタイヤとなったが、バリッラより予選パフォーマンスが良かったことでジャンカルロ・ミナルディが翌年の正シートを提案。ミナルディは翌年からフェラーリエンジンを搭載することが決まっており、フェラーリはモルビデリのテストドライバー契約を維持しつつ、ミナルディからのF1参戦を許可する。

### 1991年
フェラーリV12エンジンを搭載したミナルディ・M191でF1世界選手権にフル参戦。経験豊富なチームメイトのピエルルイジ・マルティニと比較すると、やや見劣りする成績だったが、第15戦日本GPでは、予選でマルティニに次ぐ8番手グリッドを獲得。決勝でも一時7位を走行した。
フェラーリのテスト・リザーブドライバーを兼務していたため、最終戦オーストラリアGPには、チーム批判を繰り返し解雇となったアラン・プロストの代役としてフェラーリから出走する。決勝レースは豪雨となり、アデレード市街地コースは難コンディションであったが、フェラーリ・643で17周目に3位まで浮上する。ここで雨量が強く危険であるとしてレースは中断され、再開されずそのまま終了となった。規定により14周終了時の順位が最終結果とされたため、その時点での6位が正式結果とされ3位は幻となったが、F1初入賞を記録。規定周回の75%以下でのレース成立となったためハーフポイント制となり、獲得ポイントは0.5点となった。

### 1992年
ミナルディに残留、エンジンはフェラーリからランボルギーニへと変更された。同年ミナルディに加入した前年のF3000シリーズチャンピオンの新人クリスチャン・フィッティパルディが1ポイントを獲得したのに対し、モルビデリは最高位7位で入賞なしに終わり、この結果翌年のシートを失ってしまう。フェラーリとのテスト・リザーブ契約も終了となった。

### 1993年
イタリア・ツーリングカー選手権に参戦、2勝を記録。

### 1994年
鈴木亜久里が失ったシートに収まる形でアロウズと契約しF1復帰。チームメイトはミナルディから移籍してきたクリスチャン・フィッティパルディとなり、再びコンビを組んだ。開幕戦ブラジルGPでいきなり予選6位を獲得するも5周でギアボックストラブル、第2戦パシフィックGPでは、終盤フィッティパルディに次ぐ5位を走行しながらエンジントラブルに見舞われるなど完走わずか4回の苦しいシーズンながら5位入賞1回、6位入賞1回を記録。4位入賞2回のフィッティパルディと比較すると見劣りする結果となったが、予選では16戦中10戦でフィッティパルディを上回った。

### 1995年
アロウズのエースに昇格。予選では同じマシンの井上隆智穂よりも常に上位につけ、カナダGPで6位入賞。しかしチームはシーズン途中で資金難に陥り、イギリスGPから新たにスポンサーを持ち込んだマッシミリアーノ・パピスが新加入。ユニマット等の大口スポンサーをバックに持つ井上を外すこともできず、泣く泣くエース格のモルビデリを降ろす結果となったが、新たなスポンサーを見つけたことからポイント獲得が見込めるモルビデリに再び白羽の矢が立ち、パシフィックGPから復帰。最終戦オーストラリアGPでは3位入賞。初の表彰台を記録した。

### 1996年・1997年
1996年、ジョーダン・プジョーのテスト・リザーブドライバーとして契約。実戦への参加は無かった。
1997年にフェラーリのテストドライバーに復帰。シーズン途中の5月、フェラーリエンジン（名称はペトロナス）を使用するザウバーのニコラ・ラリーニが不振のため降ろされ、その後任として第6戦スペインよりモルビデリがシートを獲得し1年半ぶりに実戦復帰した。ザウバー・C16はジョニー・ハーバートが表彰台を獲得するなど戦闘力があったが、モルビデリはテスト中に腕を骨折するなど走りに精彩を欠き、第16戦日本GP予選では高速のダンロップコーナーでクラッシュすると、ドクターストップがかかり決勝出場が見送られた。そしてこのグランプリが最後のF1出走となった。

### 1998年以降

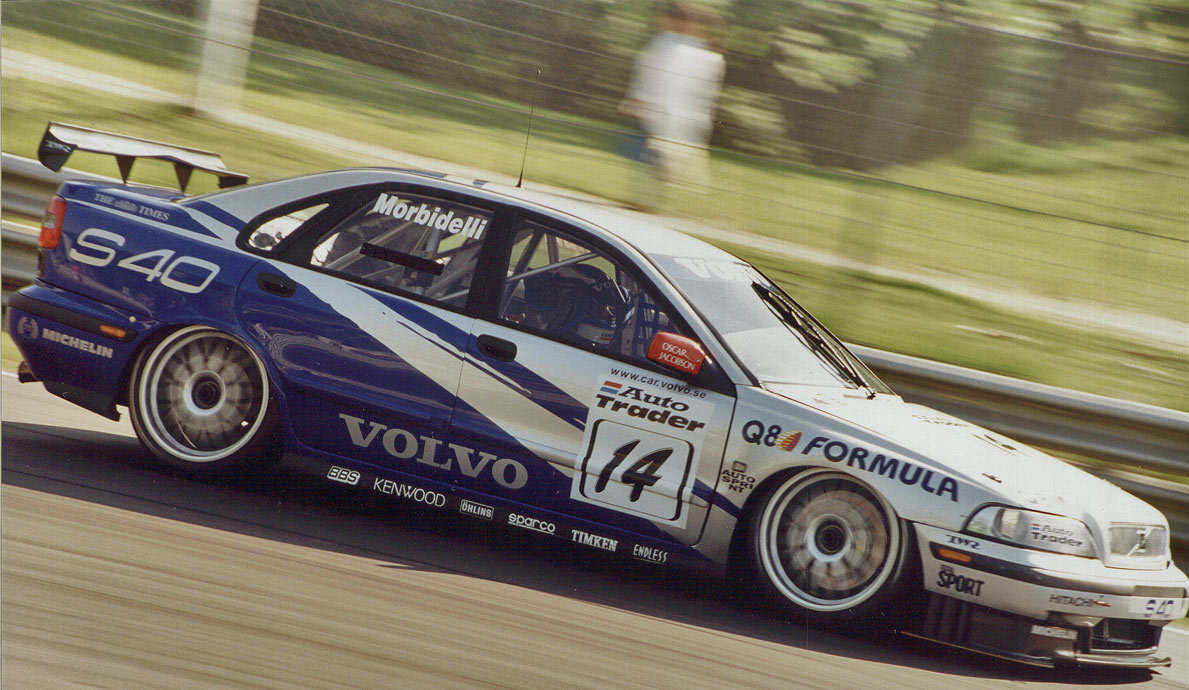
BTCC参戦時のモルビデリ

1998年にイギリスツーリングカー選手権（BTCC）への参戦を開始したが、同じボルボを駆るリカルド・リデルがシリーズタイトルを獲ったのに対し、モルビデリの最高順位は4位のランキング11位に終わった。
2000年以降はヨーロッパツーリングカー選手権（ETCC）にBMW、2003年と2004年はセアトから参戦した。2004年にはFIA GT選手権にも参戦し、翌年はGT選手権に絞ったためこの年のみツーリングカーレースから遠ざかったが、2006年はETCCから生まれ変わった世界ツーリングカー選手権（WTCC）に参戦。
この期間中、2001年にミナルディからのF1復帰が報じられたこともあったが、実現はしなかった。
2007年から2013年まで、イタリア国内を中心に争われるツーリングカーレースのスーパースターズシリーズに参戦。イタリアンシリーズで2007年からの3連覇を含む4度のチャンピオン、2009年、2013年にはインターナショナルシリーズとの2冠を達成している。また、2009年には事実上最後のシーズンとなったスピードカー・シリーズを制している。
2014年は8年ぶりに世界ツーリングカー選手権（WTCC）に復帰、シボレーRMLクルーズTC1を駆る。5月のハンガロリンクでレース2を制し、WTCC初勝利を飾った。モルビデリがFIA世界選手権格式のレースを制するのはこれが初めてである。
2015年より、TCRインターナショナルシリーズにホンダ・シビックで参戦。3勝、ランキング4位。10月には世界ラリークロス選手権にスポット参戦した。
2016年はTCRインターナショナルシリーズで1勝、ランキング6位。2017年はシビックからゴルフGTi TCRカーに乗り換え、2勝、ランキング6位。
2018年は、世界ツーリングカー選手権とTCRインターナショナルシリーズが統合した「FIAワールド・ツーリングカー・カップ（WTCR)」にアルファロメオ・ジュリエッタで参戦したが低迷し、7月に所属チームが契約解除を発表した。
2019年は地域シリーズであるTCRヨーロッパに転向しゴルフGTi TCRカーにて参戦。
2020年以降レーシングドライバーとしては活動しておらず、MINIチャレンジ・イタリアのレーシングアカデミーの講師などを務めている。

## F1

### カーナンバー
- 21 (1990年第1.2戦)
- 24 (1990年第15戦～1991年第15戦.1992年)
- 27 (1991年第16戦)
- 10 (1994年)
- 9 (1995年第1～7.15～17戦)
- 17 (1997年第6.7.11～16戦)

### 年度別成績
| 年     | 所属チーム             | シャシー | 1       | 2       | 3       | 4       | 5       | 6       | 7       | 8       | 9       | 10      | 11      | 12      | 13      | 14     | 15      | 16      | 17    | WDC       | ポイント |
| ------ | ---------------------- | -------- | ------- | ------- | ------- | ------- | ------- | ------- | ------- | ------- | ------- | ------- | ------- | ------- | ------- | ------ | ------- | ------- | ----- | --------- | -------- |
| 1990年 | スクーデリア・イタリア | BMS190   | USA DNQ | BRA 14  | SMR     | MON     | CAN     | MEX     | FRA     | GBR     | GER     | HUN     | BEL     | ITA     | POR     | ESP    |         |         |       | NC (33位) | 0        |
| 1990年 | ミナルディ             | M190     |         |         |         |         |         |         |         |         |         |         |         |         |         |        | JPN Ret | AUS Ret |       | NC (33位) | 0        |
| 1991年 | ミナルディ             | M191     | USA Ret | BRA 8   | SMR Ret | MON Ret | CAN Ret | MEX 7   | FRA Ret | GBR 11  | GER Ret | HUN 13  | BEL Ret | ITA 9   | POR 9   | ESP 14 | JPN Ret |         |       | 24位      | 0.5      |
| 1991年 | フェラーリ             | 643      |         |         |         |         |         |         |         |         |         |         |         |         |         |        |         | AUS 6‡  |       | 24位      | 0.5      |
| 1992年 | ミナルディ             | M191B    | RSA Ret | MEX Ret | BRA 7   | ESP Ret |         |         |         |         |         |         |         |         |         |        |         |         |       | NC (22位) | 0        |
| 1992年 | ミナルディ             | M192     |         |         |         |         | SMR Ret | MON Ret | CAN 11  | FRA 8   | GBR 17  | GER 12  | HUN DNQ | BEL 16  | ITA Ret | POR 14 | JPN 14  | AUS 10  |       | NC (22位) | 0        |
| 1994年 | フットワーク           | FA15     | BRA Ret | PAC Ret | SMR Ret | MON Ret | ESP Ret | CAN Ret | FRA Ret | GBR Ret | GER 5   | HUN Ret | BEL 6   | ITA Ret | POR 9   | EUR 11 | JPN Ret | AUS Ret |       | 22位      | 3        |
| 1995年 | フットワーク           | FA16     | BRA Ret | ARG Ret | SMR 13  | ESP 11  | MON 9   | CAN 6   | FRA 14  | GBR     | GER     | HUN     | BEL     | ITA     | POR     | EUR    | PAC Ret | JPN Ret | AUS 3 | 14位      | 5        |
| 1997年 | ザウバー               | C16      | AUS     | BRA     | ARG     | SMR     | MON     | ESP 14  | CAN 10  | FRA     | GBR     | GER     | HUN Ret | BEL 9   | ITA 12  | AUT 9  | LUX 9   | JPN DNS | EUR   | NC (22位) | 0        |

- ‡ : ハーフポイント。レース周回数が75%未満で終了したため、得点が半分となる。

## F1以外のレース戦績

### 国際F3000選手権
| 年     | チーム             | 1     | 2       | 3     | 4       | 5     | 6     | 7       | 8       | 9       | 10    | 11    | 順位 | ポイント |
| ------ | ------------------ | ----- | ------- | ----- | ------- | ----- | ----- | ------- | ------- | ------- | ----- | ----- | ---- | -------- |
| 1990年 | フォルティ・コルセ | DON 8 | SIL Ret | PAU 3 | JER Ret | MNZ 4 | PER 1 | HOC Ret | BRH Ret | BIR Ret | BUG 7 | NOG 3 | 5位  | 20       |

### マカオグランプリ
| 年     | チーム     | シャーシー/エンジン      | 予選 | レース1 | レース2 | 総合順位 |
| ------ | ---------- | ------------------------ | ---- | ------- | ------- | -------- |
| 1988年 | フォルティ | ダラーラ・アルファロメオ | 14位 | 14      | 4       | 7位      |
| 1989年 | フォルティ | ダラーラ・アルファロメオ | 29位 | 10      | DNF     | NC       |

### イギリスツーリングカー選手権
| 年     | チーム                 | 使用車両    | 1       | 2        | 3       | 4       | 5        | 6         | 7        | 8        | 9       | 10      | 11      | 12      | 13       | 14      | 15      | 16       | 17      | 18      | 19       | 20        | 21        | 22        | 23        | 24      | 25       | 26        | 順位 | ポイント |
| ------ | ---------------------- | ----------- | ------- | -------- | ------- | ------- | -------- | --------- | -------- | -------- | ------- | ------- | ------- | ------- | -------- | ------- | ------- | -------- | ------- | ------- | -------- | --------- | --------- | --------- | --------- | ------- | -------- | --------- | ---- | -------- |
| 1998年 | ボルボ・S40 レーシング | ボルボ・S40 | THR 1 6 | THR 2 11 | SIL 1 8 | SIL 2 5 | DON 1 12 | DON 2 Ret | BRH 1 13 | BRH 2 10 | OUL 1 6 | OUL 2 9 | DON 1 6 | DON 2 7 | CRO 1 10 | CRO 2 7 | SNE 1 7 | SNE 2 11 | THR 1 8 | THR 2 4 | KNO 1 11 | KNO 2 Ret | BRH 1 Ret | BRH 2 Ret | OUL 1 Ret | OUL 2 9 | SIL 1 17 | SIL 2 Ret | 11位 | 56       |

### イタリア・スーパーツーリング選手権
| 年     | チーム               | 使用車両            | 1         | 2       | 3       | 4       | 5         | 6       | 7       | 8         | 9        | 10        | 11        | 12      | 13       | 14        | 15       | 16        | 17        | 18      | 19       | 20      | 順位 | ポイント |
| ------ | -------------------- | ------------------- | --------- | ------- | ------- | ------- | --------- | ------- | ------- | --------- | -------- | --------- | --------- | ------- | -------- | --------- | -------- | --------- | --------- | ------- | -------- | ------- | ---- | -------- |
| 1993年 | アルファコルセ       | アルファロメオ・155 | MNZ 1     | MNZ 2   | VLL 1   | VLL 2   | MIS 1 Ret | MIS 2 9 | MAG 1   | MAG 2 1   | BIN 1 14 | BIN 2 Ret | IMO 1 Ret | IMO 2 7 | VAR 1 16 | VAR 2 3   | MIS 1 16 | MIS 2 Ret | PER 1     | PER 2   | MUG 1    | MUG 2   | 12位 | 32       |
| 1995年 | CiBiEmme Engineering | BMW・318i           | MIS 1 Ret | MIS 2 6 | BIN 1 6 | BIN 2 7 | MNZ 1 5   | MNZ 2 4 | IMO 1 7 | IMO 2 Ret | MAG 1 5  | MAG 2 4   | MUG 1 5   | MUG 2 7 | MIS 1 3  | MIS 2 11  | PER 1    | PER 2 1   | VAR 1 10  | VAR 2 4 | VLL 1 6  | VLL 2 5 | 5位  | 149      |
| 1996年 | CiBiEmme Engineering | BMW・320i           | MUG 1     | MUG 2   | MAG 1   | MAG 2   | MNZ 1     | MNZ 2   | BIN 1   | BIN 2     | MIS 1    | MIS 2     | IMO 1     | IMO 2   | PER 1 4  | PER 2 Ret | PER 1 3  | PER 2 3   | VAR 1 DSQ | VAR 2 5 | VLL 1 17 | VLL 2 5 | 8位  | 50       |

### 世界ツーリングカー選手権
| 年     | チーム                          | 使用車両                    | 1         | 2        | 3        | 4        | 5        | 6       | 7       | 8        | 9        | 10      | 11       | 12      | 13       | 14       | 15       | 16       | 17       | 18       | 19        | 20        | 21       | 22      | 23       | 24        | 順位 | ポイント |
| ------ | ------------------------------- | --------------------------- | --------- | -------- | -------- | -------- | -------- | ------- | ------- | -------- | -------- | ------- | -------- | ------- | -------- | -------- | -------- | -------- | -------- | -------- | --------- | --------- | -------- | ------- | -------- | --------- | ---- | -------- |
| 2006年 | N・テクノロジー                 | アルファロメオ・156         | ITA 1 29† | ITA 2 10 | FRA 1 20 | FRA 2 14 | GBR 1 12 | GBR 2 7 | GER 1 9 | GER 2 11 | BRA 1 7  | BRA 2   | MEX 1 7  | MEX 2   | CZE 1 17 | CZE 2 14 | TUR 1 10 | TUR 2 16 | ESP 1 13 | ESP 2 11 | MAC 1 Ret | MAC 2 DNS |          |         |          |           | 14位 | 22       |
| 2014年 | All-Inkl.com Münnich Motorsport | シボレー・ RML クルーズ TC1 | MAR 1 15  | MAR 2 6  | FRA 1 11 | FRA 2 9  | HUN 1 9  | HUN 2 1 | SVK 1 6 | SVK 2 C  | AUT 1 10 | AUT 2 6 | RUS 1 12 | RUS 2 8 | BEL 1 4  | BEL 2 6  | ARG 1 12 | ARG 2 14 | BEI 1 4  | BEI 2 7  | CHN 1 11  | CHN 2 13  | JPN 1 10 | JPN 2 8 | MAC 1 10 | MAC 2 Ret | 9位  | 109      |

† リタイアだが、規定距離の90%以上を走行した為、完走扱い。